# کابل خودنگه‌دار

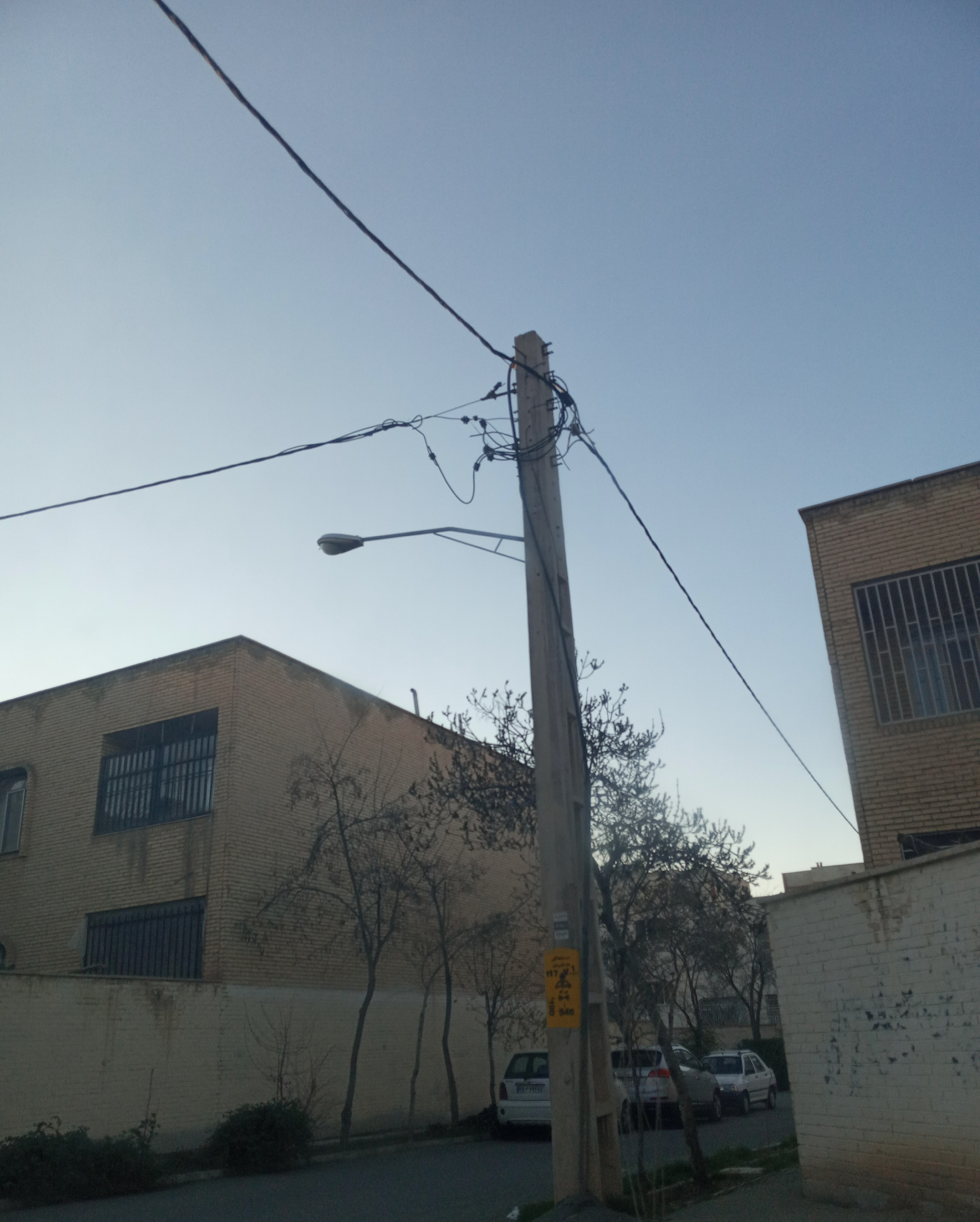
یک نمونه تیر چراغ‌برق مجهز به کابل خود نگه‌دار

کابل خودنگهدار در چند سال گذشته به صورت گسترده در صنعت و مهندسی برق در ایران مورد استفاده قرار گرفته‌است. این کابل‌ها مزایای خوبی دارند اما به علت رعایت نکردن مسائل و اصول فنی در بهره‌برداری ازین کابل‌ها موجب ایجاد مشکلات عدیده ای در صنعت برق شده‌است.
با توجه به اینکه ضریب هدایتی آلومینیوم پایین‌تر از مس بوده بنابراین از تلفات به نسبت بالاتری نیز برخوردار است.
کابل خودنگهدار هوایی برای اولین بار در سال ۱۹۵۵ در کشور فرانسه برای جایگزینی در شبکه‌های فشار ضعیف با هادی سیمی مورد استفاده قرار گرفتند
و به دلیل مزایا و امکانات زیادی که داشتند جایگاه ویژه ای پیدا کردند، شرکت‌های فرانسوی نقش مؤثری در گسترش استفاده از کابل خودنگهدار ایفا کردند
سابقه بکارگیری این نوع کابل در ایران چندان طولانی نیست و تعداد معدودی از شرکت‌های توزیع اقدام به استفاده از این نوع کابل کرده‌اند.
در سالیان اخیر کابل‌های خودنگهدار هوایی به منظور جلوگیری از استفاده غیرمجاز برق و جهت ساماندهی و بهینه‌سازی شبکه توزیع فشار ضعیف مورد استفاده قرار است
این کابل‌ها کارایی خود را در مناطقی که میزان سوانح و اتفاقات فشار ضعیف علاوه بر مشکلات استفاده غیرمجاز از برق به دلایل اجتماعی در این مناطق وجود دارد را نشان داده و آن را تا حد قابل قبولی حل کرده‌است.
در بسیازی از مناطق به دلیل بافت غیر مناسب شهری و مسائل اقتصادی امکان احداث شبکه کابلی زیر زمینی میسر نبوده و به همین دلیل استفاده از کابل‌های خودنگهدار تنها راه حل جهت کاهش اختلالات در شبکه فشار ضعیف و حل مسئله استفاده غیرمجاز از شبکه برق و همچنین به عنوان راه حلی با توجیه اقتصادی مطرح شده‌است.
دستورالعمل و مشخصات فنی بکارگیری کابل‌های خودنگهدار و یراق آلات به منظور بکارگیری و نصب در شرکت‌های توزیع نیروی برق تهیه شده‌است.
یکی از بزرگترین مشکلات استفاده از این نوع کابل‌ها در شبکه‌های توزیع نبود دستورالعمل و استانداردهای تدوین شده بود که در این راستای هم‌اکنون دستورالعملی با مطالعه روی منابع مختلف از چندین کشور اروپایی و استفاده از استاندارد NFC کشور فرانسه تدوین و مورد توجه قرار گرفته‌است.
دلیل انتخاب این استاندارد کاربرد آن در بخش وسیعی از کشورهای خاورمیانه می‌باشد که به لحاظ جغرافیایی و اقلیمی شباهت‌های زیادی به ایران دارند.
در گذشته کابل‌های برق بدون پوشش و به صورت هادی‌های لخت به کار گرفته می‌شدند. (البته در کشورهای جهان سوم این موضوع هنوز نیز رایج است)
در حالی که مصرف‌کنندگان انرژی الکتریکی در کشورهای پیشرفته به ویژه در طی چند دهه اخیر شاهد استفاده از انواع خطوط هوایی عایق شده در شبکه‌های توزیع هوایی می‌باشند.
این نوع کابل‌ها اصطلاحاً با پوششی به نام خودنگه‌دار عایق بندی شده‌اند.

## محتویات
- ۱دامنه کاربرد
- ۲در مجموع سه دسته اصلی انواع کابل خودنگهدار هوایی تولید شده که عبارتند از:
- ۳جستارهای وابسته
- ۴منابع
- ۵پیوند به بیرون

### دامنه کاربرد
خطوط کابل‌های خودنگهدار هوایی در سطوح ولتاژ ۲۳۰ و ۴۰۰ ولت و به صورت سه فاز می‌باشند
فناوری اتصالات، یراق آلات و انواع کابل‌های هوایی (خودنگهدار) فشار ضعیف از سال ۱۹۵۵ بوجود آمده‌است و در حال حاضر برای کار کرد درست در شرایط آب و هوایی قطبی، بیابانی و استوایی توسعه یافته‌است.

### در مجموع سه دسته اصلی انواع کابل خودنگهدار هوایی تولید شده که عبارتند از
انواع اصلی کابل‌های هوایی دسته شده (خودنگهدار) فشار ضعیف

## ۱-کابل‌های هوایی دسته شده (خودنگهدار) فشار ضعیف با نول و مهار (مشترک و منفصل)
کابل‌های هوایی دسته شده (خودنگهدار) فشار ضعیف با سیم نگهدارنده خنثی عایق شده؛ که با توجه به استانداردهای سیستم‌های فرانسوی شناخته می‌شود؛ این استاندارد شامل ۳ هادی فاز آلومینیومی عایق شده و یک سیم نگهدارنده عایق بندی شده که از آلیاژ آلومینیوم (معمولاً آلدری) می‌باشد. این سیستم می‌تواند ۱ یا ۲ هادی آلومینیوم عایق شده اضافی با سطح مقطع ۱۶ یا ۲۵ میلی‌متر مربع جهت مخابرات یا سیستم روشنایی را دربرگیرد.
مقاومت مکانیکی و سطح مقطع نامی ۳ هادی فاز یکسان هستند. در نوعی که دارای نول و مهار مشترک می‌باشد هادی خنثی جهت سیم مهار و با مقاومت مکانیکی بالا است و در نوع دیگر به دلیل ارتقاء قابلیت اطمینان و افزایش ایمنی، نول و مهار جداگانه می‌باشد.

## ۲-کابل خود نگهدار هوایی دسته شده
این کابل‌ها شامل ۴ هادی آلومینیوم عایق شده با سطح مقطع یکسان و مقاومت مکانیکی یکسان می‌باشد. این نوع سیستم می‌تواند شامل ۱ یا ۲ هادی آلومینیوم عایق شده اضافی با سطح مقطع ۱۶ یا ۲۵ میلی‌متر مربع جهت استفاده در مخابرات یا سیستم روشنایی مورد بهره‌برداری قرار می‌گیرد.
بارگذاری کابل کشش مساوی روی هر ۴ هادی را ایجاد می‌کند. این نوع کابل مشهور به سیستم آلمانی می‌باشد و استاندارد VDE به کابلهای خودنگهدار با آرایش فوق می‌پردازد.

## ۳-کابل هوایی دسته شده با سیم مهار لخت
کابل هوایی دسته شده با سیم مهار لخت، که به سیستم فنلاندی مشهور می‌باشند، شامل ۳ هادی فاز آلومینیومی و یک سیم نگهدارنده خنثی که از آلیاژ آلومینیوم بدون عایق تشکیل شده‌است. این سیستم از یک یا دو هادی آلومینیوم عایق شده با مقطع ۱۶ یا ۲۵ میلی‌متر برا استفاده در مخابرات یا سیستم روشنایی را مورد بهره‌برداری قرار می‌گیرد.
مقاومت مکانیکی و سطح مقطع نامی هر یک از ۳ هادی فاز یکسانند. هادی خنثی جهت مهار کابل و برقراری ارتباط نول بکار می‌رود و دارای مقاومت مکانیکی بالایی است.

## ۴-کابل سرویس
کابل سرویس برای کابل هوایی دسته شده معمولاً از نوع خودنگهدار استفاده می‌شود. آنها شامل ۲ یا ۴ هادی آلومینیوم عایق شده که توسط کارخانه دسته شده با سطح مقطع ۱۶، ۲۵ یا ۳۵ میلیمتر
مربع می‌باشند.

انواع کابل خودنگهدار از لحاظ تعداد رشته:
- کابل خودنگهدار 2 رشته ای:  شامل یک رشته فاز و یک رشته نول می‌باشد که برای کابل سرویس رسانی به مشترکین و تغذیه تک فاز مورداستفاده قرار می‌گیرد.
- کابل خودنگهدار 3 رشته ای: شامل یک رشته فاز، یک رشته روشنایی معابر و یک رشته نول نگه دارنده می‌باشد.
- کابل خودنگهدار 4 رشته ای: برای  سه رشته فاز یک رشته نول به منظور روشنایی استفاده می‌کنند.
- کابل خودنگهدار 5 رشته ای: این نوع کابل ها از یک رشته مسنجر نول، یک رشته روشنایی و سه رشته فاز با هادی آلومینیومی ساخته شده اند.
- کابل خودنگهدار 6 رشته ای: هادی فاز به کار رفته در این کابل ها از آلومینیوم سخت می باشد و از یک رشته نول، یک رشته روشنایی، یک رشته مسنجر و سه رشته فاز یک ساخته شده اند.